# Peyregoux
Peyregoux ist eine französische Gemeinde mit 84 Einwohnern (Stand: 1. Januar 2022) im Département Tarn in der Region Okzitanien. Sie gehört zum Arrondissement Castres und zum Kanton Plaine de l’Agoût. 
Peyregoux liegt am Flüsschen Bagas. Die Gemeinde grenzt im Norden an Vénès, im Osten an Montfa, im Süden an Montpinier und im Westen an Lautrec.

## Bevölkerungsentwicklung
| Jahr      | 1962 | 1968 | 1975 | 1982 | 1990 | 1999 | 2008 | 2015 |
| --------- | ---- | ---- | ---- | ---- | ---- | ---- | ---- | ---- |
| Einwohner | 97   | 91   | 90   | 87   | 73   | 81   | 92   | 87   |